# خوسيه خواكين بيسادو
خوسيه خواكين بيسادو (بالإسبانية:José Joaquín Pesado Pérez)،هو كاتب، صحفي، شاعر وسياسي مكسيكي .(وُلد سنة 1801 في بالمار دي برافو الواقعة جنوب شرق المكسيك، وتُوفي في مدينة مكسيكو سنة 1861).
شغل خوسيه خواكين بيسادو منصب أمين مكتب أمانة المكسيك للشؤون الخارجية (بالإسبانية:Secretario de Relaciones Exteriores, Gobernación y Policía)، ثم أميناً لمكتب الشؤون الداخلية في المكسيك (بالإسبانية:Secretaría de Gobernación ، SEGOB) ثم أميناً لمكتب الشؤون الخارجية في المكسيك (بالإسبانية:Secretaría de Relaciones Exteriores) ثم حاكماً لولاية فيراكروز. 